# Velenje
Velenje é uma cidade e município urbano da Eslovênia. A sede do município fica na cidade de mesmo nome.
A cidade se expandiu principalmente após a Segunda Guerra Mundial. Após a morte do presidente iugoslavo Tito para a vida ela foi renomeada Titovo Velenje em 1981, mas o antigo nome foi devolvido à cidade, em 1991, pouco antes da Eslovénia tornar-se independente.